# Gnaeus Pinarius Aemilius Cicatricula Pompeius Longinus
Gnaeus Pinarius Aemilius Cicatricula Pompeius Longinus war ein römischer Politiker und Konsul an der Wende vom 1. zum 2. Jahrhundert n. Chr.

## Leben
Er war vermutlich Adoptivsohn von Gnaeus Pinarius Aemilius Cicatricula (Suffektkonsul vermutlich im Jahr 72) und begann seine Laufbahn unter den Flaviern. Das erste Amt, das für ihn in der antiken Literatur und in Inschriften belegt ist, war das des Statthalters (Legatus Augusti pro praetore) von Judaea unter dem Kaiser Domitian. Durch Militärdiplome, die auf den 13. Mai 86 und den 8. Juni 87 datiert sind, ist er als Statthalter belegt; die Provinz hat er vermutlich 89, spätestens im Sommer 90 verlassen. Offensichtlich war er dabei so erfolgreich, dass Domitian ihn für das Jahr 90 zu einem der Suffektkonsuln dieses Jahres bestimmte.
Wie für ehemalige Konsuln üblich, wurde er danach Statthalter, und zwar noch unter Domitian von 93/94 bis 96/97 in der Provinz Moesia superior (das sind die Gebiete südlich der unteren Donau und nördlich der Provinz Thrakien). Wohl im direkten Anschluss im Jahr 97 unter Nerva wurde er Statthalter in der Provinz Pannonien. Im Zweiten Dakerkrieg übernahm er unter Kaiser Trajan 105 offenbar wieder ein militärisches Kommando, wenn er mit dem Longinus zu identifizieren ist, der in Gefangenschaft des Decebalus geriet und sich selbst getötet haben soll.